# Mühlenbach (Luxemburg)

Mühlenbach in Luxemburg-Stadt

Mühlenbach (luxemburgisch Millebaachⓘ; französisch Muhlenbach) ist ein Stadtteil im Norden von Luxemburg-Stadt. Ende 2018 lebten 1.966 Personen im Quartier. Die Fläche des Stadtteils beträgt 311 Hektar.

## Geschichte
Bis 1849 gehörte Mühlenbach noch zur damals eigenständigen Gemeinde Eich, danach zur Gemeinde Rollengergronn, welche 1920 mit Luxemburg-Stadt fusionierte. 

## Sport
Der Verein FC Blue Boys Muhlenbach spielte in der Saison 2019/2020 in der BGL Ligue, der höchsten luxemburgischen Fußballliga. Im Jahr 2020 fusionierte der Verein mit dem FC RM Hamm Benfica, der den Startplatz der Blue Boys in der BGL Ligue übernahm.

## Sehenswürdigkeiten
- Katholische Kirche, erbaut 1961 bis 1963